# گرفتون (ماساچوست)
گرفتون، ماساچوست
گرفتون (به انگلیسی: Grafton) شهرکی در شهرستان ورچستر ایالت ماساچوست می‌باشد که در سال ۱۷۳۵ بنیان‌گذاری شده‌است. این شهرک در سرشماری سال ۲۰۱۰ میلادی، ۱۷٬۷۶۵ نفر جمعیت داشته‌است.